# Triin Paja
Triin Paja (* 26. Oktober 1990 in Lehetu, Landgemeinde Saue) ist eine estnische Dichterin und Übersetzerin.

## Leben und Werk
Paja debütierte 2015 mit englischen Gedichten im Internet und legte 2018 ihren ersten estnischen Gedichtband vor, der mit dem Betti-Alver-Debütpreis ausgezeichnet wurde. Sie publiziert auch weiterhin im Netz, beispielsweise in dortigen Zeitschriften oder ihrem eigenen Blog. Obwohl die „Kernthemen ihrer Lyrik Natur, Tode, Liebe“ sind, was auf eine konventionelle Dichtung schließen lassen könnte, gehört sie durch ihren „seltenen Bildreichtum“ zu den eigenständigsten Stimmen der zeitgenössischen estnischen Lyrik.
Paja übersetzt auch aus dem Englischen und ist seit 2022 Mitglied des Estnischen Schriftstellerverbandes.

## Auszeichnungen
- 2018 Betti Alver-Debütpreis
- 2020 Juhan-Liiv-Preis

## Bibliografie
- Nõges ('Brennnesseln'). Tallinn: Kultuurileht 2018. 94 S. (Värske raamat 21)
- Ürglind ('Urvogel'). Tallinn: Tuum 2021. 84 S.
- Jõe matmine ('Die Beerdigung des Flusses'). Tallinn: Verb 2022. 56 S.

## Sekundärliteratur
- Mariliin Vassenin: Piiri peal, in: Vikerkaar 10–11/2018, S. 175–177.
- Rebekka Lotman: Triin Paja vastavused, in: Looming 10/2022, S. 1438–1440.